# Hildegard Bachmann

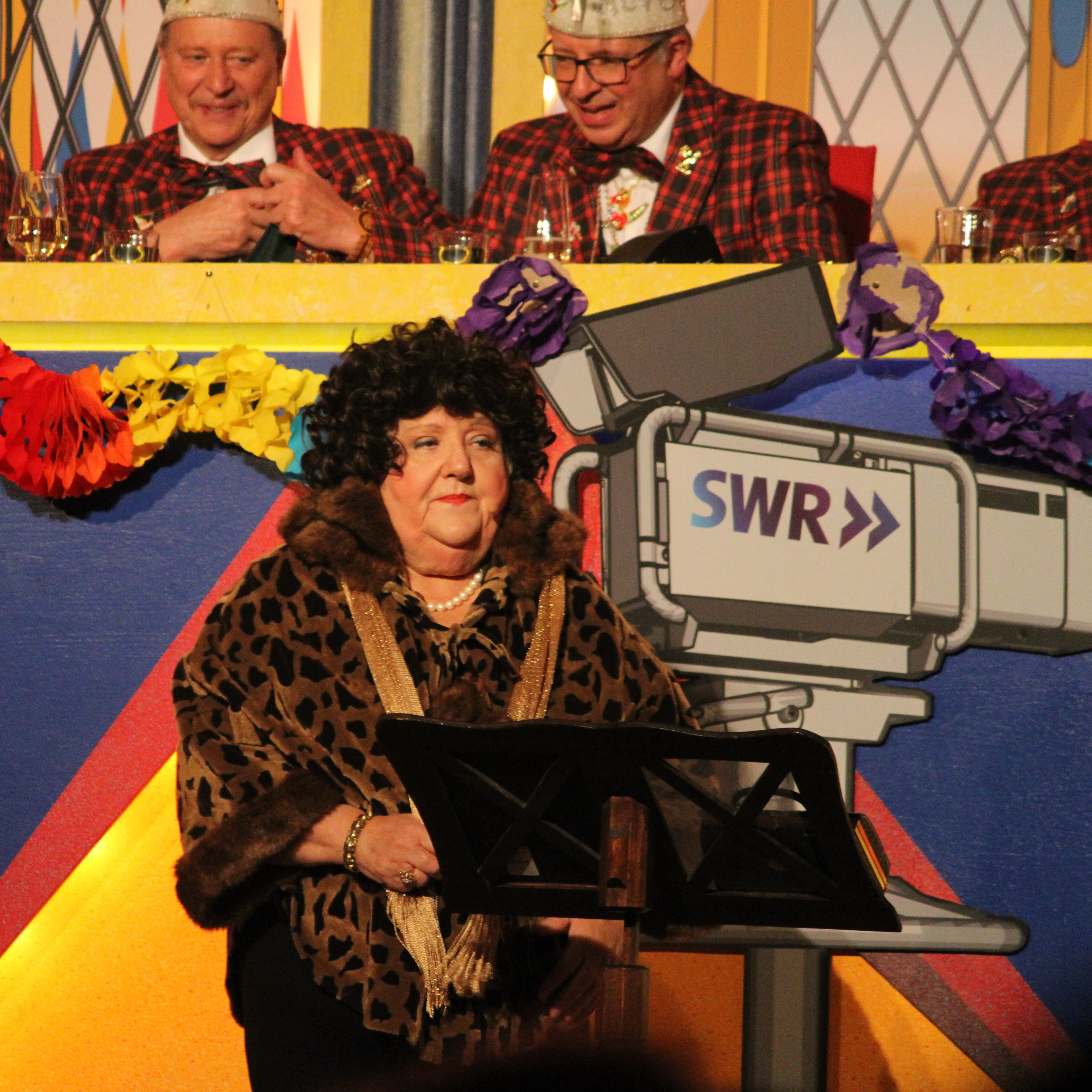
Hildegard Bachmann 2024

Hildegard Bachmann, geb.  Seng (* 10. Mai 1948 in Wiesbaden) ist eine Mainzer Fastnachterin, Sängerin, Schauspielerin und Buchautorin.

## Leben
Mit fünf Jahren zog Hildegard Bachmann von Wiesbaden nach Mainz-Drais, wo sie seitdem lebt. An der privaten Realschule Steinhöfel legte sie ihre Mittlere Reife ab. Sie wurde Bundesbahnbeamtin und arbeitete später in einer Bauunternehmung im Büro. Sie hat zwei Töchter.

## Wirken
Mit 13 Jahren hielt sie zusammen mit ihrem Schwager ihre erste Büttenrede im Vereinsring Drais, bei dessen Saalfastnachten sie ihren Stil entwickelte. Als später der Draiser Carnevalclub (DCC) gegründet wurde, wurde sie dort Mitglied. Auch bei der Mainzer Kleppergarde ist sie oft aufgetreten. Otto Dürr, der jahrelang zusammen mit Georg Berresheim als Fraa Babbisch und Fraa Struwwelich aufgetreten ist, hat sie „entdeckt“ und für den Mainzer Carnevals Club (MCC) geworben. Mit ihrem ersten Vortrag für den MCC, Die Hongkongreise, kam sie sofort in die Sendung Mainz bleibt Mainz. Von 1997 bis 2013 war sie fester Bestandteil der Fernsehsendung. Heute tritt sie bei dem Mombacher Carneval Verein „Die Bohnebeitel“ auf, deren Sitzung vom Südwestrundfunk übertragen wird.
Auf der Bühne steht Hildegard Bachmann auch als Schauspielerin seit 2006 in dem Musical Feucht und fröhlich von Frank Golischewski, der auch mitspielt. Weitere Mitspieler sind Norbert Roth, Ulrike Neradt, Margit Sponheimer, Heinz Meller und Nick Benjamin. Am 11. November 2016 fand die 111. Vorstellung statt.
Als Sängerin tritt sie in der Rolle als Zarah Leander zusammen mit dem Pianisten Frank Golischewski auf.
Sie hat viele Bücher in Mundart geschrieben, die sie in Lesungen vorträgt, u. a. bei den Landfrauen oder auch im Unterhaus Mainz.

## Werke
- Quellkartoffele un Hering, Mainz 2001, ISBN 978-3-9808383-6-8
- E gonz ofach Geschicht. Weihnachtliches uff Rhoihessisch, Ingelheim 2002, ISBN 978-3-9808383-3-7
- Dämmerstindche. Geschichten und Gedichte in rheinhessischer Mundart, Ingelheim 2002, ISBN 978-3-9808383-5-1
- Als ich e Kind noch war, Ingelheim 2003, ISBN 978-3-9808943-2-6
- Wonn's en Has war, war's en Has, Ingelheim 2006, ISBN 978-3-937782-48-5
- Ebbes Feinesje: un onnern Geschichte, Ingelheim 2007, ISBN 978-3-937782-59-1
- Heilichobend dehaam, Ingelheim 2008, ISBN 978-3-937782-75-1
- Die Sehnsuchts-Küche. Unsere Lieblingsrezepte, Ingelheim 2009, ISBN 978-3-937782-91-1
- Die Allerscheenst un onnern Geschichte, Ingelheim 2012, ISBN 978-3-942291-38-5
- Die schepp Madonna un onnern Weihnachtsgeschichte, Ingelheim 2012, ISBN 978-3-942291-43-9
- Doppelt gemoppelt: un onnern Geschichte, Ingelheim 2016, ISBN 978-3-945782-18-7
- De heiliche Paarweck. Roßdorf 2020, ISBN 978-3-945782-66-8.
- Willi, sitz! Un onnern Geschichte. Roßdorf 2023, ISBN 978-3-96031-007-5.